# Iwan Tugarinow

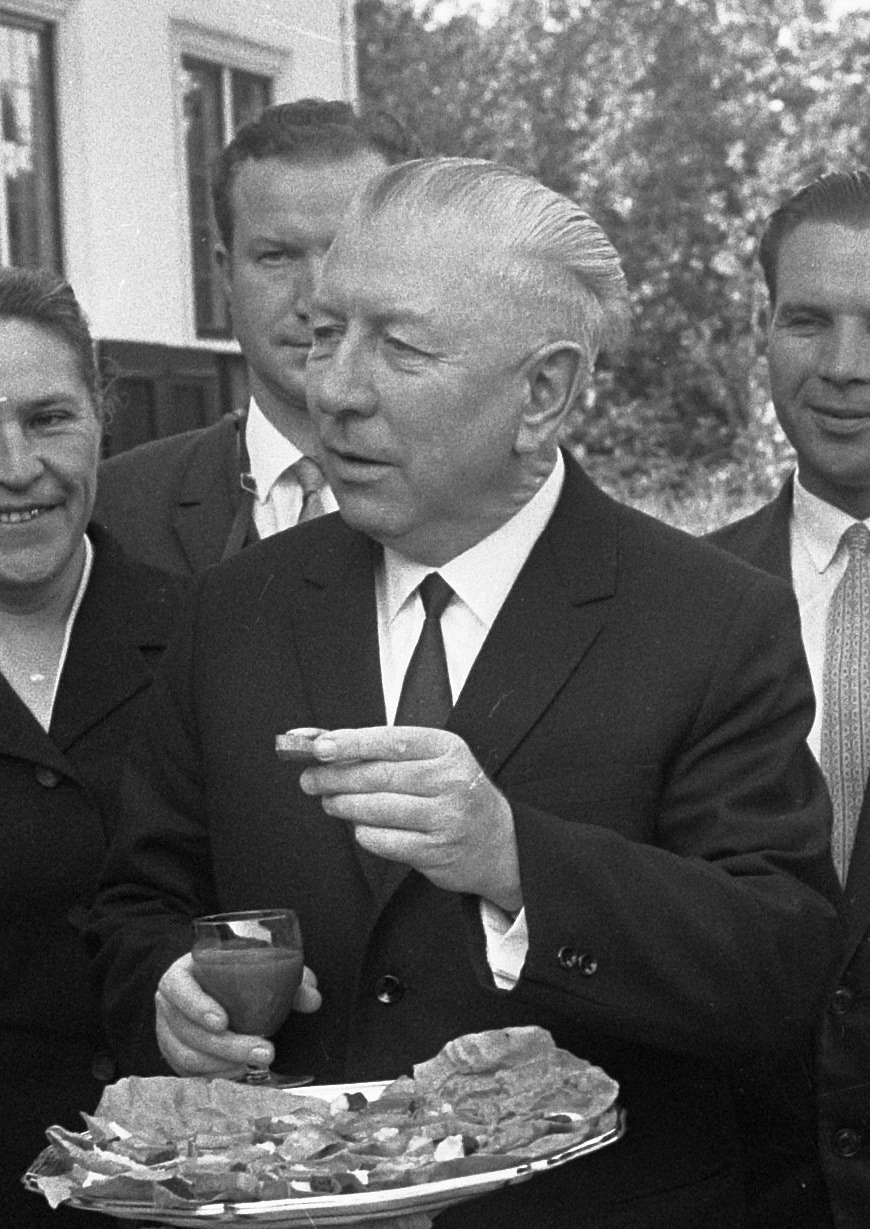
Iwan Tugarinow w roku 1966

Iwan Iwanowicz Tugarinow (ros. Ива́н Ива́нович Туга́ринов, ur. 1905, zm. 10 października 1966 w Amsterdamie) – radziecki dyplomata.
Członek WKP(b), 1948 ukończył Wyższą Szkołę Partyjną przy KC WKP(b), po czym pracował w Ministerstwie Spraw Zagranicznych ZSRR. Od 1948 zastępca szefa, później szef Zarządu MSZ ZSRR, 1960-1963 kierownik Wydziału Dalekowschodniego i szef Kolegium MSZ ZSRR. Od 7 maja 1963 do śmierci ambasador nadzwyczajny i pełnomocny ZSRR w Holandii. Pochowany na Cmentarzu Nowodziewiczym.